# Vieillevigne (Loire-Atlantique)
Vieillevigne ist eine französische Gemeinde mit 4.110 Einwohnern (Stand: 1. Januar 2022) im Département Loire-Atlantique in der Region Pays de la Loire; sie gehört zum Arrondissement Nantes und zum Kanton Clisson. Die Einwohner werden Vieillevigne genannt.

## Geographie
Vieillevigne liegt etwa dreißig Kilometer südlich von Nantes am Fluss Ognon. Der Fluss Issoire begrenzt die Gemeinde im Westen, der Blaison im Osten.
Umgeben wird Vieillevigne von den Nachbargemeinden La Planche im Norden, Remouillé im Norden und Nordosten, Montaigu-Vendée im Osten und Nordosten, Montréverd im Süden und Südwesten, Rocheservière im Westen und Südwesten sowie Saint-Philbert-de-Bouaine im Westen und Nordwesten.
Durch die Gemeinde führt die Autoroute A83.

## Bevölkerungsentwicklung
| Jahr                       | 1962 | 1968 | 1975 | 1982 | 1990 | 1999 | 2006 | 2017 |
| Einwohner                  | 2788 | 2892 | 2793 | 2948 | 3127 | 3263 | 3726 | 3959 |
| Quellen: Cassini und INSEE |      |      |      |      |      |      |      |      |

## Sehenswürdigkeiten
- Kirche Notre-Dame
- Kapelle Notre-Dame-des-Champs aus dem 11. und 15. Jahrhundert

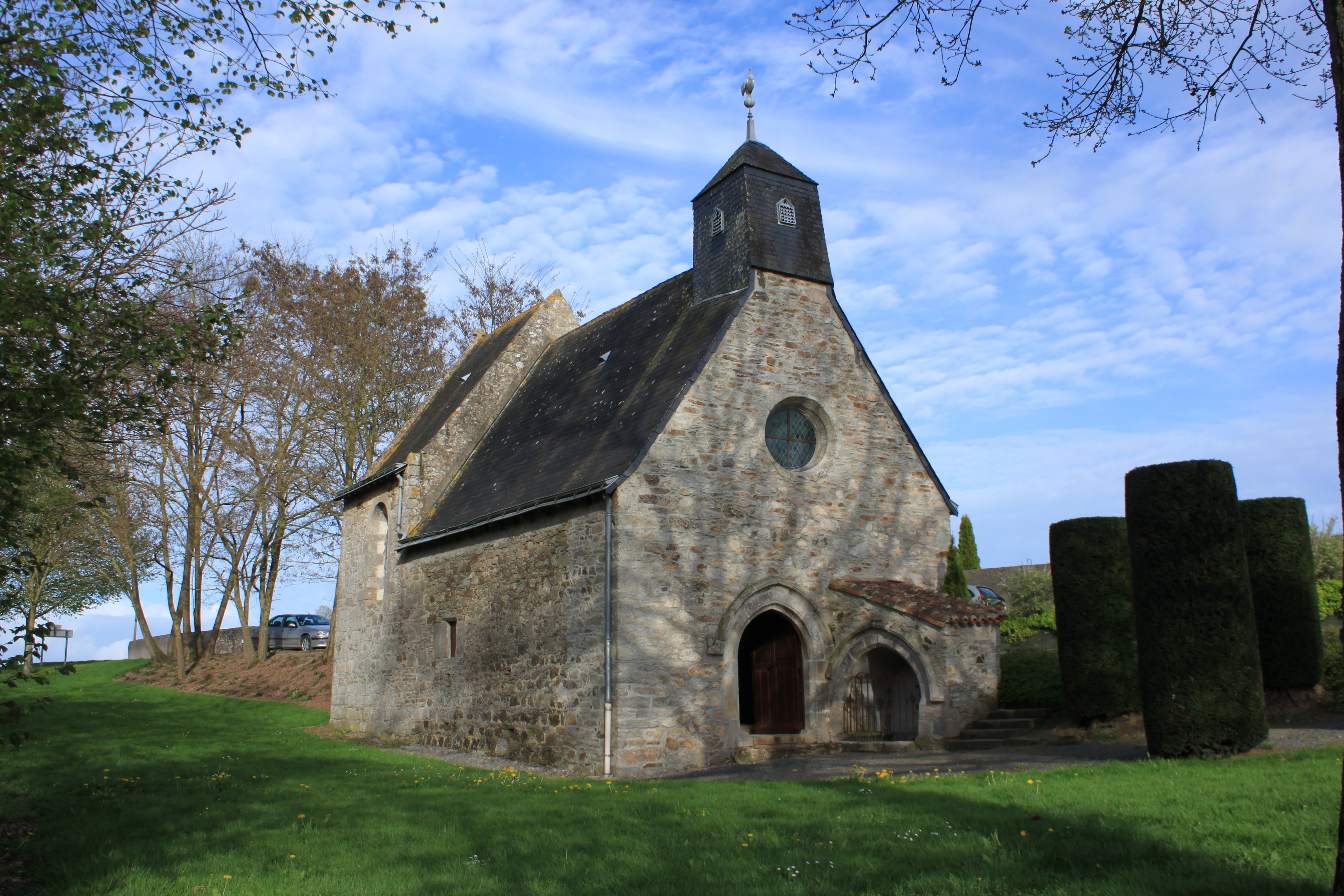
Kapelle Notre-Dame-des-Champs

- Ruinen des Schlosses Barbin

## Persönlichkeiten
- Stanislas Baudry (1777–1830), Unternehmer (Entwickler des Omnibus)

## Gemeindepartnerschaft
Mit der deutschen Gemeinde Weingarten in Rheinland-Pfalz besteht eine Partnerschaft.